# فهرست‌واره کتاب‌های فارسی
فهرست‌واره کتاب‌های فارسی کتابی از احمد منزوی است که در سال ۱۳۸۱ منتشر و در مراسم کتاب سال جمهوری اسلامی ایران به‌عنوان کتاب برگزیده معرفی شد.